# Nat Gonella
Nathaniel Charles (Nat) Gonella (Londen, 7 maart 1908 - Gosport, 6 augustus 1998) was een Engels jazztrompettist, orkestleider, zanger en mellofonist.
Hij begon zijn carrière in 1924 en werd beïnvloed door de stijl van Louis Armstrong, aan wiens stem de zijne ook deed denken. Tijdens zijn lange loopbaan werkte Gonella samen met bekende jazzmusici als Billy Cotton en Roy Fox. Enkele latere Britse jazztrompettisten, zoals Humphrey Lyttelton en Digby Fairweather, werden door hem beïnvloed.
Gonella was vooral succesvol in Groot-Brittannië en ging met pensioen in 1973. Kort daarna werd hij door de Nederlandse bandleider Ted Easton (Theo van Est) benaderd om in zijn club New Orleans in Scheveningen te komen spelen. Dit werd meteen een groot succes. Het lied Oh Monah, dat Gonella al in 1931 op zijn repertoire had genomen, werd op de plaat gezet en haalde in 1975 de vijfde plaats in de Nationale Hitparade en de zesde plaats in de Nederlandse Top 40.
Nat Gonella overleed in 1998 in Gosport, waar vier jaar eerder een plein naar hem genoemd was.
- Bibsys: 3100871
- Biblioteca Nacional de España: XX1012765
- Bibliothèque nationale de France: cb139433386 (data)
- Gemeinsame Normdatei: 131451901
- International Standard Name Identifier: 0000 0000 5920 6266
- Library of Congress Control Number: n80063526
- MusicBrainz: cb6584a0-d4e9-45dd-abec-fd8a1f115532
- Nationale Bibliotheek van Israël: 987007345262705171
- SNAC: w60m5w4g
- Virtual International Authority File: 45434552
- WorldCat: E39PCjxrjdK8Fc8JTfyTkMJ9H3